# Люблине
Лю́блине — село в Україні, у Березанській селищній громаді Миколаївського району Миколаївської області. Населення становить 148 осіб.